# Salomó (microcotxe)
El Salomó fou un microcotxe que fabricà el 1949 Carles Salomó i Minguell a Mataró, Maresme, per al seu ús personal. Es tractava d'un petit automòbil tipus Spider "Torpede" amb carrosseria d'alumini i capacitat per a dues-tres places, amb el lloc de conducció situat a la dreta. Salomó partí d'un tricicle de marca Tempo i el transformà en un vehicle de quatre rodes, mantenint-ne el motor original Tempo de 5 hp. El Spider Salomó era conegut familiarment com a Salomó III, ja que el seu pare, Cosme Salomó i Vila, havia fabricat dos autocicles de competició durant la dècada de 1920: el Salomó I (1922) i el Salomó II (1928).
Carles Salomó va fer servir el seu cotxe durant cinc anys fins que es va traslladar al Canadà, on també es va construir un vaixell de competició amb el motor d'una avioneta.